# Romeyka
Le romeyka (grec : Ρομέικα, parfois aussi écrit romeyika ou romeika), est une langue grecque pontique parlée par plusieurs milliers de personnes dans la chaine pontique entre les villes de Trabzon et Rize dans le nord-est de la Turquie, principalement au sud de la ville d'Of.
Le romeyka était autrefois appelée Ophitique par les linguistes, du nom de la ville d'Of et de sa vallée.
De toutes les variétés grecques actuelles, la langue conserve la plupart des caractéristiques du grec ancien de l'époque hellénistique,. Selon les linguistes, la langue — bien qu'encore largement utilisée — risque de se perdre d’ici quelques générations. En effet le nombre de locuteurs diminue rapidement car de moins en moins de jeunes grandissent en montagne. Le romeyka diffère à certains égards des autres dialectes pontiques, car il est resté protégé de l'influence du grec écrit ou du grec moderne parlé. Cela lui confère un grand intérêt linguistique,.